# Roman Herman (chirurg)
Roman Maria Herman (zm. 25 lipca 2022) – polski chirurg, prof. dr hab.

## Życiorys
W 1973 ukończył studia medyczne w Akademii Medycznej im. Mikołaja Kopernika w Krakowie, w 1992 habilitował się na podstawie pracy zatytułowanej Odbyt myoplastyczny u chorych po brzuszno-kroczym odjęciu odytnicy. 4 kwietnia 2005 uzyskał tytuł profesora nauk medycznych.
Został zatrudniony na stanowisku profesora zwyczajnego w Instytucie Fizjoterapii na Wydziale Nauk o Zdrowiu Collegium Medicum Uniwersytetu Jagiellońskiego, oraz był kierownikiem w III Katedrze Chirurgii Ogólnej na Wydziale Lekarskim Collegium Medicum Uniwersytetu Jagiellońskiego.

## Wyróżnienia
- Złoty Medal za Długoletnią Służbę[1]